# Theodor Croon
Theodor Croon (* 24. August 1837 in Gladbach; † 18. Juli 1909 ebenda) war ein deutscher Fabrikant und Politiker.

## Leben
Croon war der Sohn des Fabrikanten Johann Theodor Croon (* 10. September 1793 in Hückelhoven; † 25. Mai 1856 in Gladbach) und dessen Ehefrau Clara Wilhelmina geborene Boelling (* 14. Januar 1810 in Gladbach; † 14. Oktober 1873 ebenda). Er war evangelisch und heiratete am 28. Juni 1864 Caroline Schmölder (* 20. Februar 1942 in Rheydt; † 16. Februar 1911 in Gladbach).
Croon lebte als Fabrikant (Baumwoll- und Seidenfabrik) in Gladbach. Dort war er auch Stadtverordneter und ab Mai 1875 erster Beigeordneter. Von 1879 bis 1888 war er Abgeordneter im Provinziallandtag der Rheinprovinz für den Stand der Städte und die Städte Neuss, Grevenbroich, Wevelinghoven, Gladbach, Viersen, Rheindahlen, Odenkirchen, Rheydt, Uerdingen, Kempen, Süchteln, Dülken und Kaldenkirchen. Auch nach der Wahlrechtsreform 1888 blieb er Abgeordneter (nun gewählt vom Kreistag), bis er 1909 aus dem Parlament ausschied. Bis zu seinem Tod war er auch Mitglied des Bezirksausschusses in Düsseldorf. Er zeichnete 1000 Reichsmark Anteile der Deutsch-Ostafrikanischen Gesellschaft bei deren Gründung.
1888 wurde er zum Kommerzienrat und 1904 zum Geheimen Kommerzienrat ernannt. 1876 erhielt er den Roten Adlerorden 4. Klasse. 